# 下関北バイパス

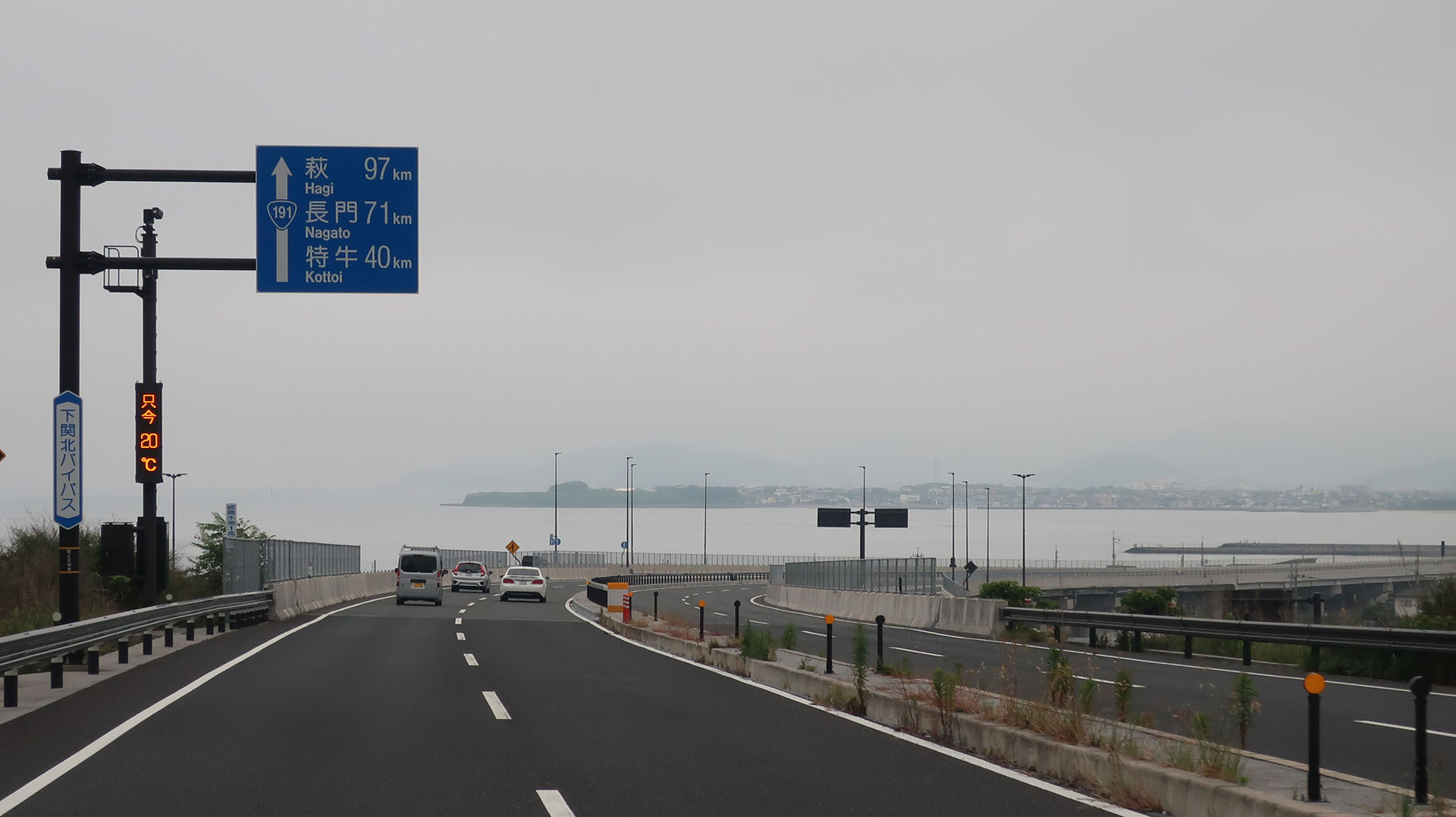
下関北バイパス
山口県下関市大字垢田

下関北バイパス（しものせききたバイパス）は、山口県下関市筋川町から同市安岡駅前二丁目に至る国道191号のバイパス道路である。
総延長6.8 kmで、地域高規格道路の下関西道路の一部として整備された。

## 概要
下関市内の国道191号は、山の田交差点付近などで慢性的な渋滞が発生しており、通勤時間帯の渋滞緩和や同市北部にある角島や川棚温泉へのアクセス向上などを目的として整備が行われた。
国土交通省によって1990年度（平成2年度）に事業化され、下関市筋川町から汐入町の1.0 kmと、下関市富任町一丁目から安岡駅前二丁目の間は現道を4車線に拡幅、その他の区間は新設区間として1990年12月25日に都市計画決定された。1998年度（平成10年度）から工事に着手し、起点側の拡幅区間は2004年（平成16年）3月に完成。2006年（平成18年）3月には下関市汐入町- 武久町2丁目のバイパス区間 (1.1 km) が暫定2車線で開通した。2015年（平成27年）3月28日に汐入町 - 安岡駅前二丁目間 (5.8 km) が4車線で開通し、全線開通した。これに伴い旧道は同年4月1日に山口県道248号下関港安岡線および下関市道汐入・山の田線へ移管された。
下関北バイパスの全線開通など交通ネットワーク整備が進んだことにより、2017年（平成29年）の公示地価は同市伊倉町の住宅地や同市秋根西町の商業地など周辺地区で上昇がみられた。

## 交差する道路
- 国土交通省山口河川国道事務所の資料[8]に基づく。全区間が下関市に所在。
- 上側が起点側、下側が終点側。左側が上り側、右側が下り側。

| 交差する道路                        | 交差する道路                           | 交差する場所 |
| ----------------------------------- | -------------------------------------- | ------------ |
| 国道191号 下関駅方面                |                                        |              |
| 県道252号福浦港金比羅線（彦島道路） | 市道東駅・金比羅線                     | 金比羅       |
| －                                  | 市道汐入・山の田線（旧・国道191号）    | 汐入         |
| 市道武久新垢田西線                  | 県道258号武久椋野線                    | 武久         |
| －                                  | （未接続※）                            | 綾羅木       |
| －                                  | 市道冨任浜線                           | 梶栗浜       |
| －                                  | 県道248号下関港安岡線（旧・国道191号） | 富任         |
| －                                  | 県道257号安岡停車場線                  | 安岡駅前     |
| 国道191号 萩・長門方面              |                                        |              |

※下関市都市計画情報システムによれば、県道259号新下関停車場線が接続する計画となっている。